# Benyovszky Pál
Benyói és urbanói Benyovszky Pál (Benyov, 1696. június 25. – Pozsony, 1743. szeptember 28.) jezsuita rendi tanár.

## Élete
Nagyszombatban tanult és 1714-ben lépett a rendbe s tanulmányainak végeztével Nagyszombatban, Bécsben és Grazban tanított; azután a pozsonyi rendház főnöke volt.

## Munkái
- Hungaria apostolica. sive 12 clarissimorum regum Hungariae apostolica studia totidem oratiunculis comprehensa. Cassoviae, 1722
- Laudatio panegyrica d. Ivonis. Tyrnaviae, 1723
- Oratio de illibato ss. Virginis conceptu. Uo. 1724
- Ocon amici et adulatoris. Uo. 1730
- Panegyrici Mathiae Corvini Hungariae regis, domi militiaeque maximi honoribus reverendorum… philosophiae magistrorum oblati. Uo. 1731
- Divus Ignatius theologiae vindex et propagator. Uo. 1738 (orator Majtényi József)
- Divi Ignatii Loyolae amor. Oratore d. comite Gabriele Berényi de Karancs-Berény. Uo. 1742

Kiadta Andreucci Hieronymus leveleit Nagyszombatban 1737